# إبراهام شكسبير
أبراهام لي شكسبير (بالإنجليزية: Abraham Lee Shakespeare)‏ هو سائق شاحنة أمريكي، ولد في 23 أبريل 1966 في سيبرينغ في الولايات المتحدة، وتوفي في 7 أبريل 2009 في بلانت سيتي في الولايات المتحدة.

## الفوز باليانصيب
تم بيع تذكرة يانصيب في ولاية فلوريدا في متجر صغير في فروستبروف، فلوريدا في 15 نوفمبر 2006، وكان من اشتراها هو شكسبير. في اليوم الذي تم فيه شراء تذكرة اليانصيب، كان شكسبير وزميله مايكل فورد متجهين إلى ميامي عندما توقفا عند متجر صغير في فروستبروف لتناول بعض المشروبات. نزل فورد من الشاحنة وسأل شكسبير إذا كان يريد شيئًا ليشربه. وبدلاً من ذلك طلب شكسبير من فورد شراء تذكرة يانصيب، الذي دفع 5 دولارات مقابل التذكرة. في النهاية، كانت جميع الأرقام المدرجة في بطاقة اليانصيب متطابقة، وفاز شكسبير بـ30 مليون دولار.

## القصة وما بعدها
بعد فوزه باليانصيب، استقال شكسبير من وظيفته كمساعد سائق شاحنة واشترى منزلًا بالقرب من بلانت سيتي، فلوريدا مقابل مليون دولار. لإدارة مكاسبه في اليانصيب، قام شكسبير بتعيين محاسب عام معتمد يُدعى دوريس مور، الذي كان له ماضي متقلب بسبب الاحتيال في التأمين والإفلاس الشخصي. قبل مور شكسبير وساعده قانونيًا في حماية مكاسبه من اليانصيب في حساب توفير.
خلال أسلوب حياته الفخم، كان شكسبير يقيم في كثير من الأحيان أماكن للاستراحة مع أشخاص آخرين حول المجتمع المسور. وفي نفس الوقت تقريبًا، أصبحت العلاقة بين شكسبير ومور أقرب.

## موت
بحلول أواخر عام 2009، انخفضت القيمة الصافية لثروة شكسبير إلى 17 مليون دولار. بالإضافة إلى ذلك، زار شكسبير أحد البنوك، وأبلغه مشرف البنك أن محاسبه استولى على ثروة شكسبير، على الرغم من التوقيعات المتعددة على النماذج باسم شكسبير. عندما علم أن مور عادت إلى عاداتها السيئة من الماضي، وصل شكسبير إلى نقطة الانهيار، وكان مستعدًا لمواجهة مور والمطالبة باستعادة ثروته. واجه شكسبير مور في مسكنها، وطالبها بإعادة ثروته المسروقة، ولكن عندما ذهبت مور إلى خزانة، أخرجت مسدسًا وأطلقت النار على شكسبير في صدره، مما أدى إلى مقتله على الفور تقريبًا. كان شكسبير يبلغ من العمر 42 عامًا.
بحلول 9 نوفمبر 2009، لم تكن عائلة شكسبير على اتصال بهم لعدة أشهر، معتقدة أن شكسبير قد يكون مفقودًا. وقامت الشرطة والمحققون بالبحث حول مسكن مور وعثروا على لوح خرساني مدفون حول الفناء الأمامي، حيث تم العثور على جثة شكسبير. ويعتقد محقق المقاطعة أن شكسبير توفي في حوالي السادس من أبريل، أي بعد ستة أشهر فقط من العثور على جثته أخيرًا.

## العواقب
تم القبض على مور في 2 فبراير 2010 بعد أن كشفت أنها هي المسؤولة عن وفاة شكسبير. وزعمت مور أنها أطلقت النار على شكسبير دفاعا عن النفس، لكن المحققين لم يصدقوا ذلك. وواجه مور اتهامات من بينها القتل العمد والاختلاس. ودفعت ببراءتها من أفعالها.
في 10 ديسمبر/كانون الأول 2012، أُدين مور بارتكاب جريمة قتل من الدرجة الأولى، واختلاس، والتآمر لارتكاب جريمة قتل. وحُكم عليها بالسجن مدى الحياة مع 25 عامًا إضافية دون إمكانية الإفراج المشروط.

## في وسائل الإعلام
كان سقوط شكسبير نذيرًا للمحاكاة الساخرة في البرامج التلفزيونية، بما في ذلك لعنة اليانصيب ("Curse of the Lottery")، والنساء القاتلات ("Deadly Women")، والمختطف ("Snapped")، والاحتجاز ("Lockup")، وقتلت أفضل صديق لي إلى الأبد ("I Killed my BFF").